# James Dabill
James Dabill (18 april 1986) is een Brits trialsporter.
In 2005 werd hij wereldkampioen bij de junioren en in 2006 werd hij Europees kampioen.
Daarnaast won hij tweemaal de Scottish Six Days Trial, en driemaal de Scott-trial. Hij is zevenvoudig kampioen van Groot-Brittannië.